# 1896年夏季奥林匹克运动会射击比赛
在1896年夏季奧林匹克運動會上，共進行了5項射擊比賽，共有来自7个国家的61名选手參加，於4月8日至12日在卡利塞亚的射擊場進行。

## 項目成績
根据国际奥林匹克委员会的相关资料记载，当时的冠军会得到一枚银牌，其它名次则没有任何奖牌。
| 项目                  | 金牌                          | 银牌                        | 铜牌                        |
| 200米军用步枪（詳細） | 潘泰利斯·卡拉瑟夫達斯（希腊） | 帕夫洛斯·帕夫利迪斯（希腊） | 尼古拉斯·特里庫皮斯（希腊） |
| 300米步枪三姿（詳細） | 喬吉斯·奧爾菲尼迪斯（希腊）   | 揚尼斯·弗朗古迪斯（希腊）   | 維高·贊臣（丹麦）           |
| 25米军用手枪（詳細）  | 約翰·佩因（美国）             | 萨姆纳·佩因（美国）         | 尼可拉斯·莫拉基斯（希腊）   |
| 25米手枪快射（詳細）  | 揚尼斯·弗朗古迪斯（希腊）     | 喬吉斯·奧爾菲尼迪斯（希腊） | 霍爾格·尼爾森（丹麦）       |
| 30米手枪（詳細）      | 萨姆纳·佩因（美国）           | 霍爾格·尼爾森（丹麦）       | 揚尼斯·弗朗古迪斯（希腊）   |

## 参赛国家
共有来自7个国家的61名选手参加比赛
- 丹麦（3）
- 法国（1）
- 英国（2）
- 希腊（50）
- 意大利（1）
- 瑞士（1）
- 美国（3）

## 奖牌榜
| 排名 | 国家／地区 | 金牌 | 银牌 | 铜牌 | 總數 |
| ---- | ---------- | ---- | ---- | ---- | ---- |
| 1    | 希腊       | 3    | 3    | 3    | 9    |
| 2    | 美国       | 2    | 1    | 0    | 3    |
| 3    | 丹麦       | 0    | 1    | 2    | 3    |